# Abdulrahim Jumaa
Abdulrahim Jumaa (23 maggio 1979) è un ex calciatore emiratino, di ruolo centrocampista.

## Palmarès

### Club
- Campionato emiratino: 3

Al-Wahda: 1999, 2001, 2005

### Nazionale
- Coppa delle Nazioni del Golfo: 1

2007